# Горња Подгорја
Горња Подгорја (Горња Подгорија) је насељено мјесто у општини Мркоњић Град, Република Српска, БиХ.

## Географија
Налази се на надморској висини од 820 метара.

## Култура
У Подгорји је 9. августа 2008. отворен и освјештан први храм Српске православне цркве у историји села. Црква је посвећена светој мученици Недељи и преподобној мајци Ангелини српској.

## Становништво
Према службеном попису становништва из 1991. године, Горња Подгорја је имала 106 становника и сви су били српске националности.
| Националност       | 1991. | 1981. | 1971. | 1961. | 1948.           |
| Срби               | 104   | 194   | 301   | 459   |                 |
| Југословени        |       | 2     | 6     |       |                 |
| Хрвати             |       | 1     |       |       |                 |
| остали и непознато |       |       |       |       |                 |
| Укупно             | 104   | 197   | 307   | 459   | 1.769 (општина) |